# Finansbanken
Finansbanken var en dansk bank. Banken blev på et tidspunkt overtaget af Sparekassen Lolland, der benyttede navnet som navn for en selvstændig forretningsenhed med fokus på internetbaserede bankydelser. Filialen havde ingen fysiske afdelinger, da det var en internetbank.

## Historie
Finansbanken A/S blev stiftet d. 27. september 1979 under navnet Den Københavnske Bank. I foråret 2006 åbnede banken et rådgivningskontor på Åboulevarden i Århus. Finansbanken blev senere overtaget af Sparekassen Lolland. Bankens egenkapital var pr. 30. juni 2006 206 mio. kr. med en solvens på 13,6%. Banken var et aktieselskab 100% ejet af Sparekassen Lolland.

### Forveksling
Den nuværende Finansbanken skal ikke forveksles med Alex Brask Thomsens bank af samme navn, der blev etableret i 1958 og i 1980 solgt til Jyske Bank. Banken fik sit nuværende navn, da den i 2001 blev købt af den norske forsikringskoncern Storebrand, der drev Private Banking i Norge under navnet Finansbanken.

### Omdannelse af Eik Bank til Finansbanken
Den 28. februar 2011 købte Sparekassen Lolland aktierne i Eik Bank Danmark, datterselskab af Eik Banki PF og besluttede at Eik Bank Danmark fremover skulle eksistere som en filial af Sparekassen Lolland med navnet Finansbanken.

### Eik Banks historie
Den danske del af Eik Bank blev grundlagt 1. oktober 1991 under navnet Din Bank. Stifterne bag banken var Kommunernes Pensionsforsikring, i dag SamPension samt PBU (Pædagogernes Pensionskasse), som ville tilbyde sine medlemmer en telefonbank med konkurrencedygtige priser. I 2001 blev banken købt af den svenske forsikringskoncern Skandia, og den første rene internetbank i Danmark blev dannet under navnet SkandiaBanken.
I maj 2007 blev banken solgt til Eik Bank Danmark, som var en del af den færøske Eik-koncern og skiftede navn til Eik Bank Danmark. Den 30. september 2010 overgik Eik Bank Danmark til Finansiel Stabilitet, fordi den ikke kunne leve op til lovens krav om solvens. Sparekassen Lolland købte den 28. februar 2011 aktierne fra Finansiel Stabilitet. Eik Bank Danmark fortsætter i SPAR LOLLAND under navnet Finansbanken som en selvstændig forretningsenhed med fortsat fokus på internetbaserede bankydelser.
Den tidligere Finansbanken var Sparekassen Lollands A/S' københavnerfilial, som i skiftede navn til SPAR LOLLAND.
For at have en klar opdeling i internetbank og rågiverbank hedder alle Sparekassen Lollands A/S' fysiske filialer SPAR LOLLAND og Finansbanken er en ren internetbank.